# Synagoge (Lipník nad Bečvou)
Koordinaten: 49° 31′ 31,9″ N, 17° 35′ 5,1″ O

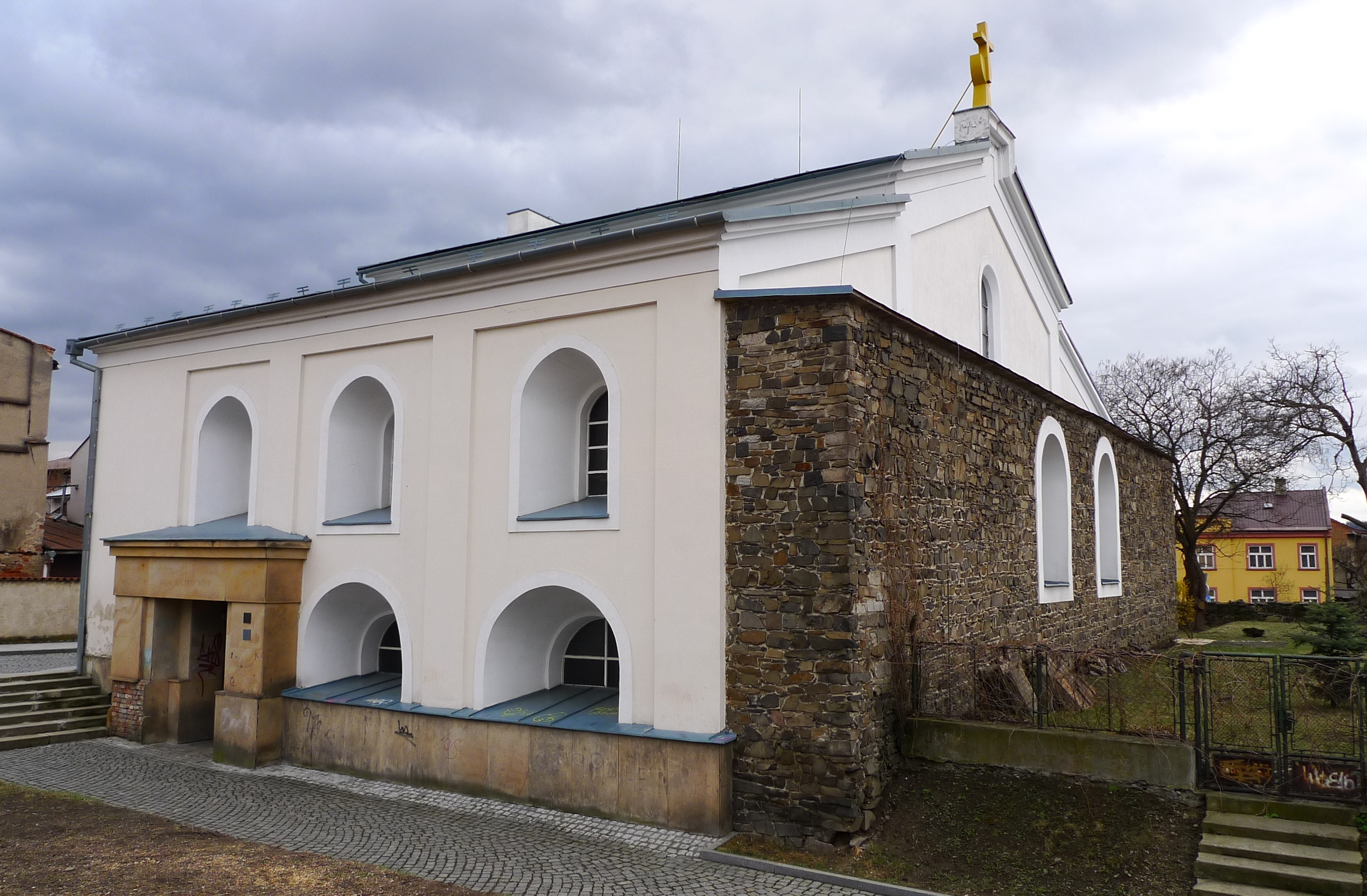
Synagoge in Lipník nad Bečvou

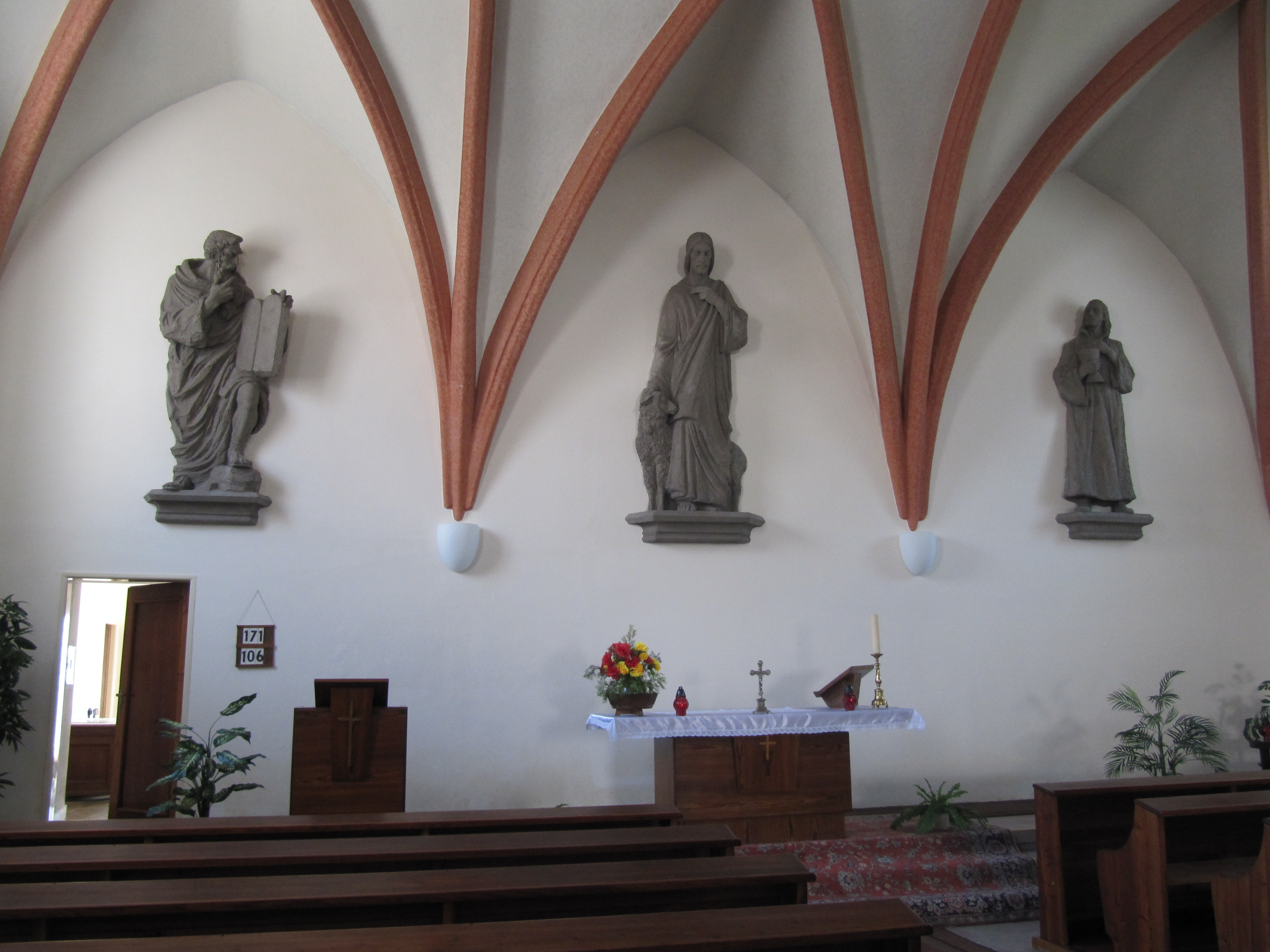
Innenansicht

Die Synagoge in Lipník nad Bečvou (deutsch: Leipnik), einer Stadt im Okres Přerov in Tschechien, wurde Mitte des 16. Jahrhunderts errichtet. Die profanierte Synagoge ist seit 1988 ein geschütztes Kulturdenkmal.
Die Synagoge wurde im Laufe der Jahrhunderte mehrfach umgebaut. Zuletzt Ende der 1940er Jahre, als die Hussitische Kirche das Gebäude für ihre Gottesdienste zu nutzen begann.